# Артус Квеллинус Третий
Артус Квеллинус Третий, или Арнольд Квеллин (нидерл. Artus Quellinus III, Arnold Quellin; 1653, Антверпен — декабрь 1686, Лондон) — фламандский скульптор, представитель большой семьи фламандских художников, одним из основателей которой был Артус Квеллинус Старший.

## Жизнь и творчество
Квеллинус Третий был сыном Артуса Квеллина Второго (1625—1700), двоюродного брата Артуса Квеллинуса Старшего, и Анны Марии Габрон.
Его отец был скульптором, сыгравшим важную роль в эволюции скульптуры Северной Европы от влияний итальянского барокко до позднего маньеристично-барочного стиля. Его мать была сестрой живописца Виллема Габрона; братьями были скульптор Томас Квеллинус и живописец Корнелис Квеллинус.
Квеллинус Третий обучался скульптуре в мастерской своего отца в Антверпене. После этого он в основном работал в Лондоне, где и получил имя «Арнольд Квеллин». Имя Арнольда Квеллина упоминается в английских документах с 1679 года. Известно также, что с 1682 года он помогал английскому резчику по дереву Гринлингу Гиббонсу выполнять ответственные скульптурные заказы. Некоторые работы, созданные в период их партнёрства, нельзя с уверенностью отнести ни к творчеству Квеллина, ни Гиббонса. Снижение качества крупномасштабных скульптурных работ в мастерской Гиббонса после ранней смерти Квеллинуса указывает на важность его роли в их совместном творчестве.
Артус Квеллинус женился на Фрэнсис Сиберехтс, младшей дочери антверпенского пейзажиста Яна Сиберехтса, который около 1672 года переехал в Лондон, где присоединился к и без того значительной колонии фламандских художников. Квеллинус и Гиббонс совместно работали над алтарём римско-католической капеллы во дворце Уайтхолл (1685—1686). После ранней смерти Квеллинуса его вдова вышла замуж за его помощника по мастерской Джона Носта.

## Галерея

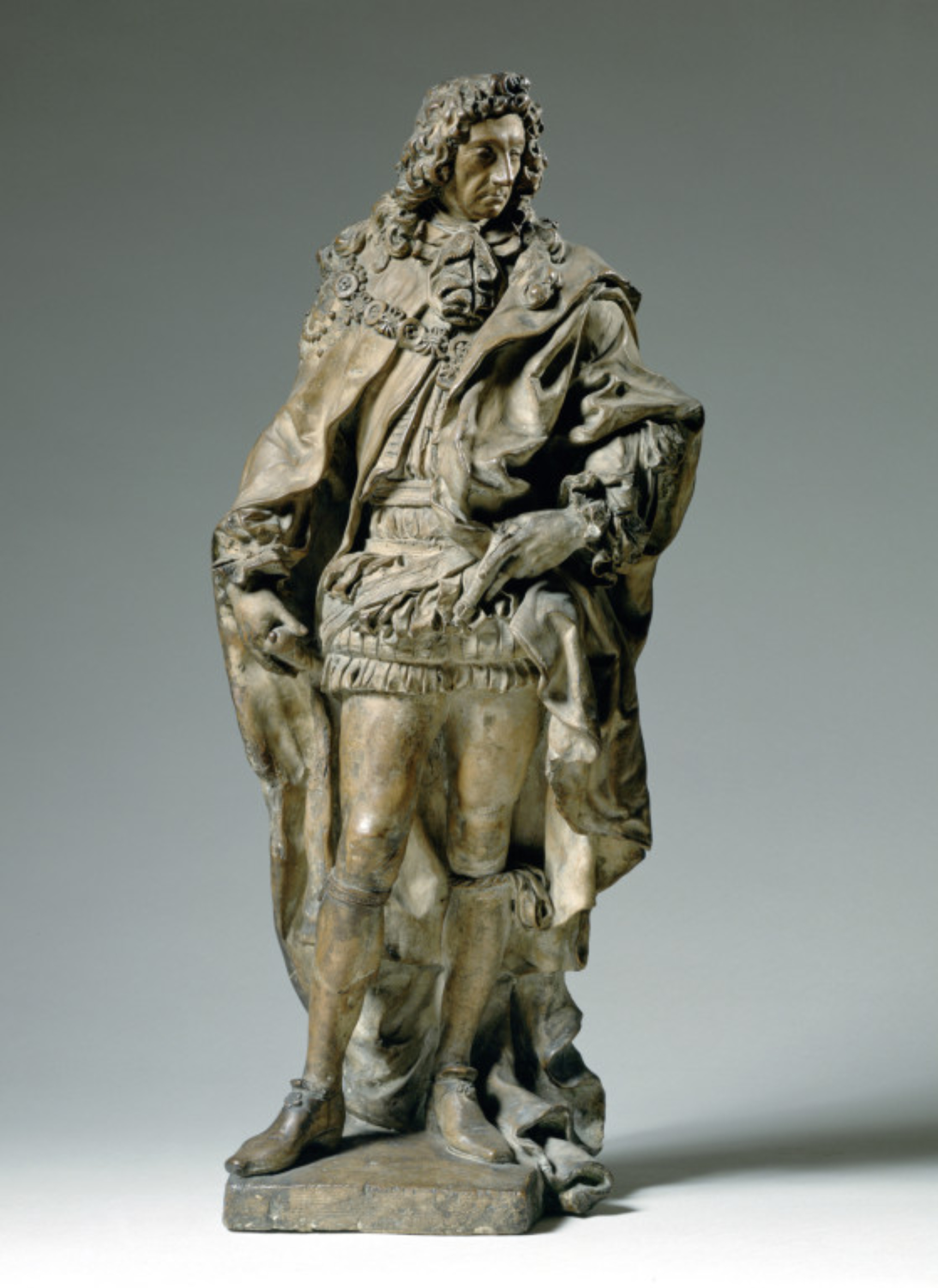
Статуэтка короля Карла II в мантии Ордена Подвязки. 1685. Терракота. Музей Джона Соуна, Лондон
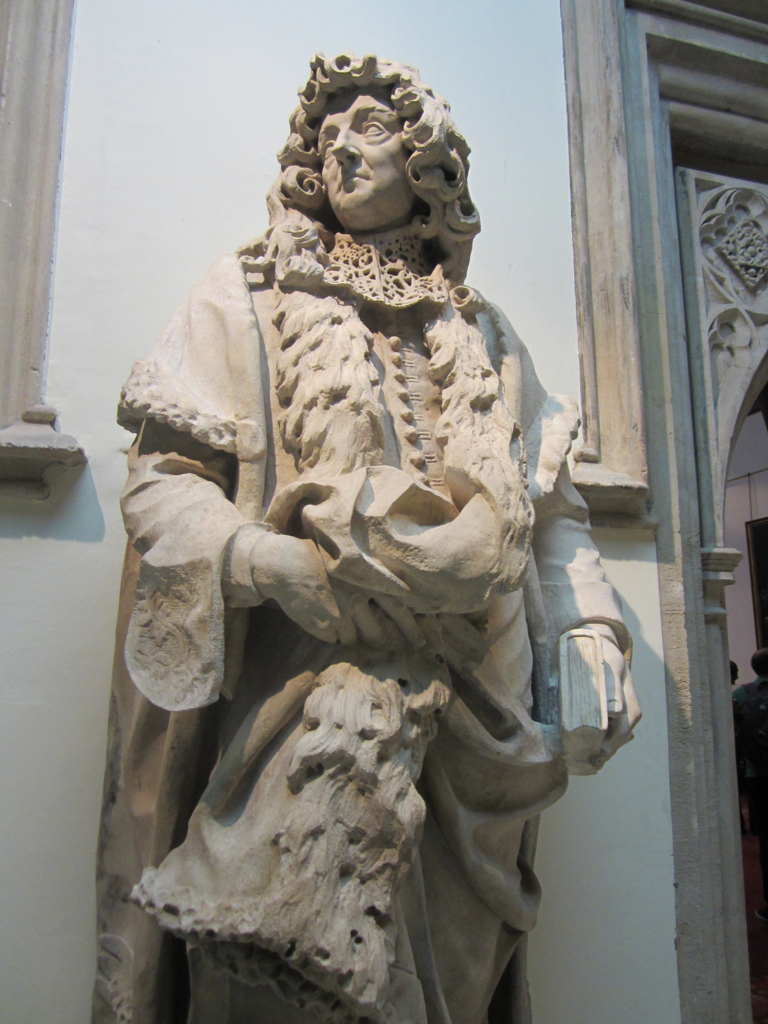
Сэр Джон Катлер. Статуя Гилдхолла. Ок. 1683
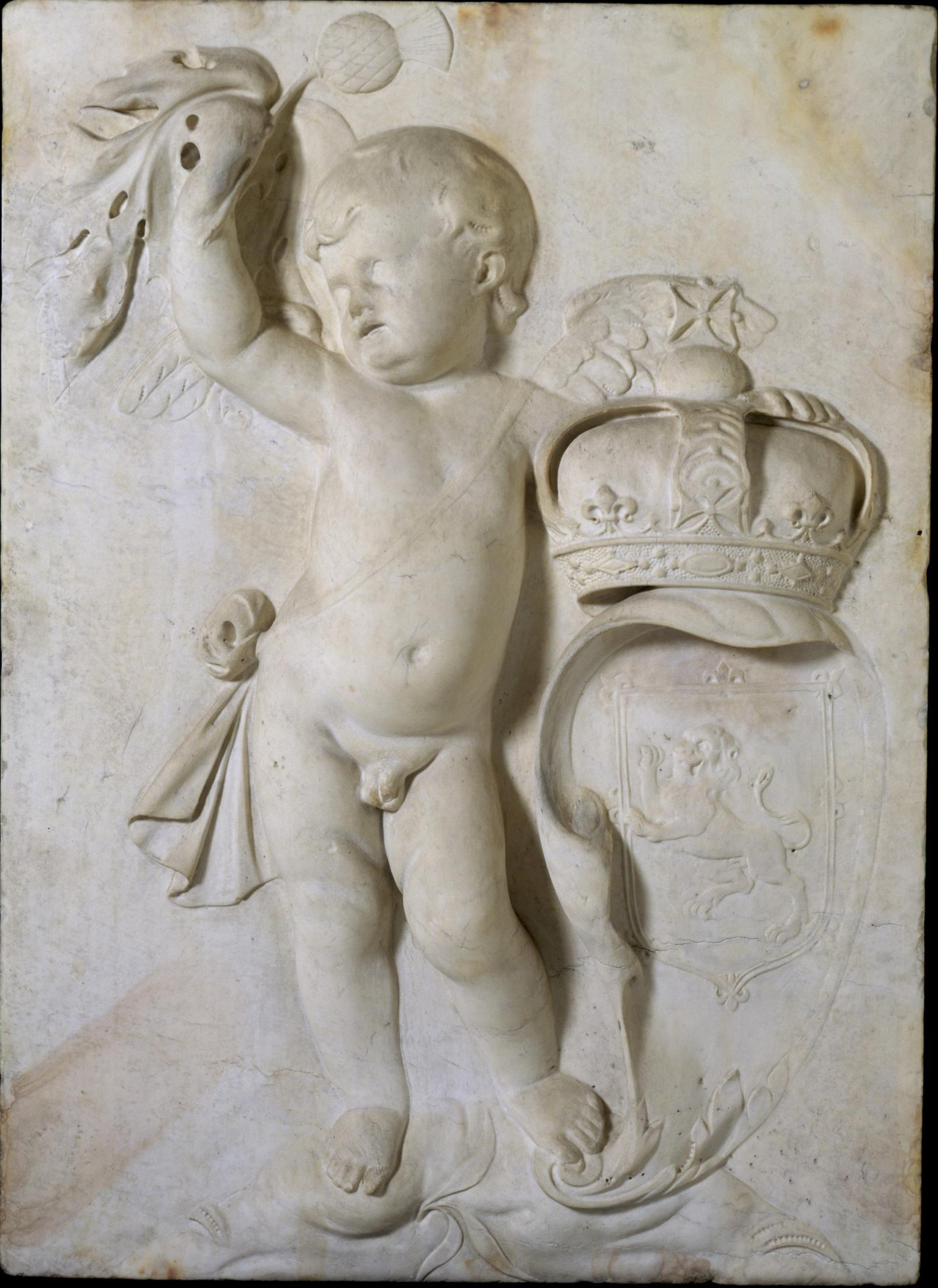
Путто с короной и гербом Шотландии. Ок. 1686. Мрамор. Музей Виктории и Альберта, Лондон
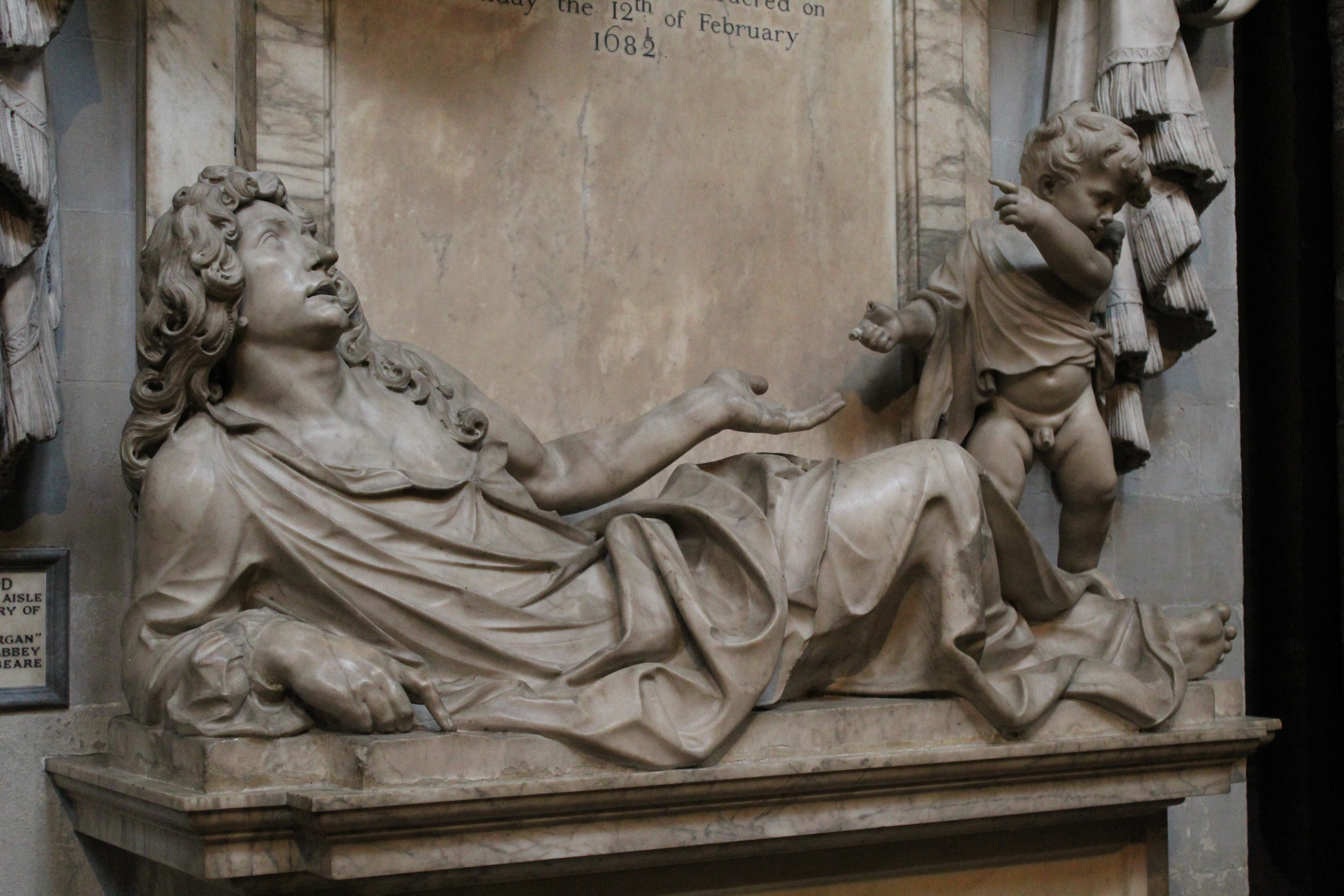
Надгробие Томаса Тинна. 1682. Вестминстерское аббатство, Лондон
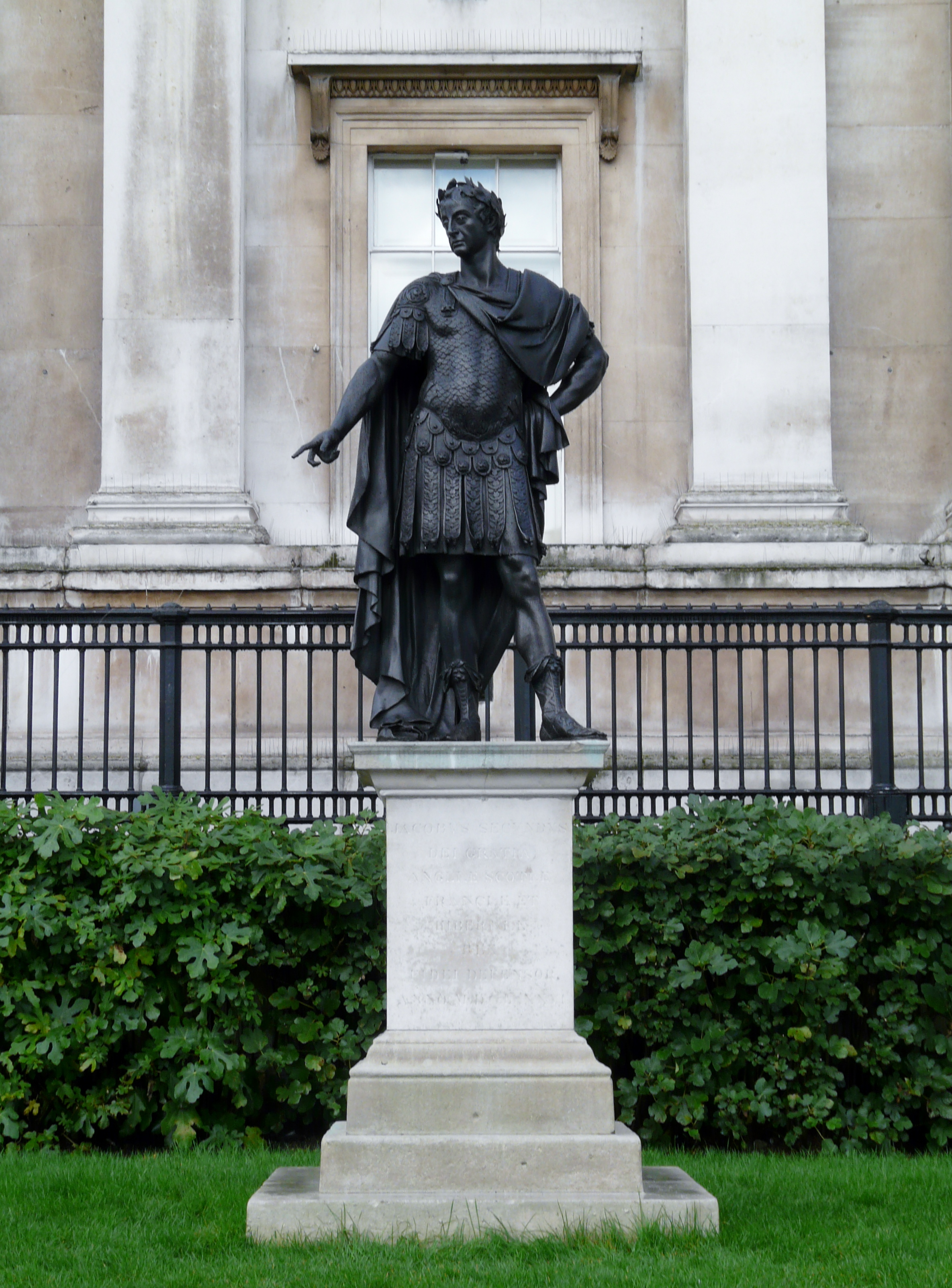
Статуя Якова II. 1686. Трафальгарская площадь, Лондон